# Voltor comú

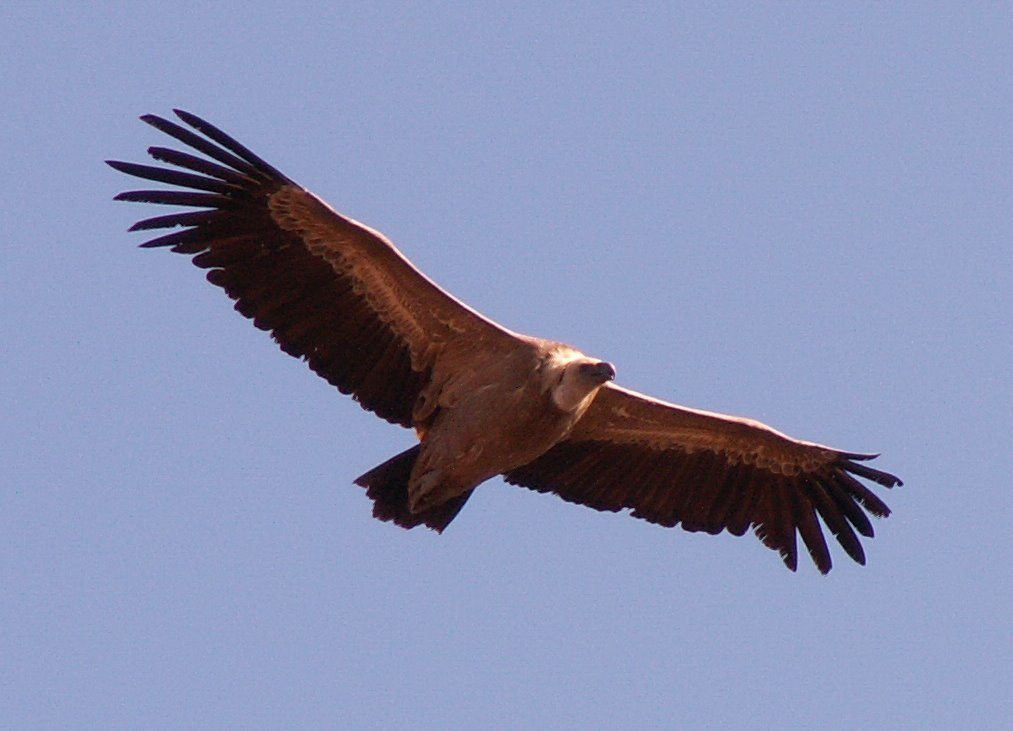
Voltor comú volant.

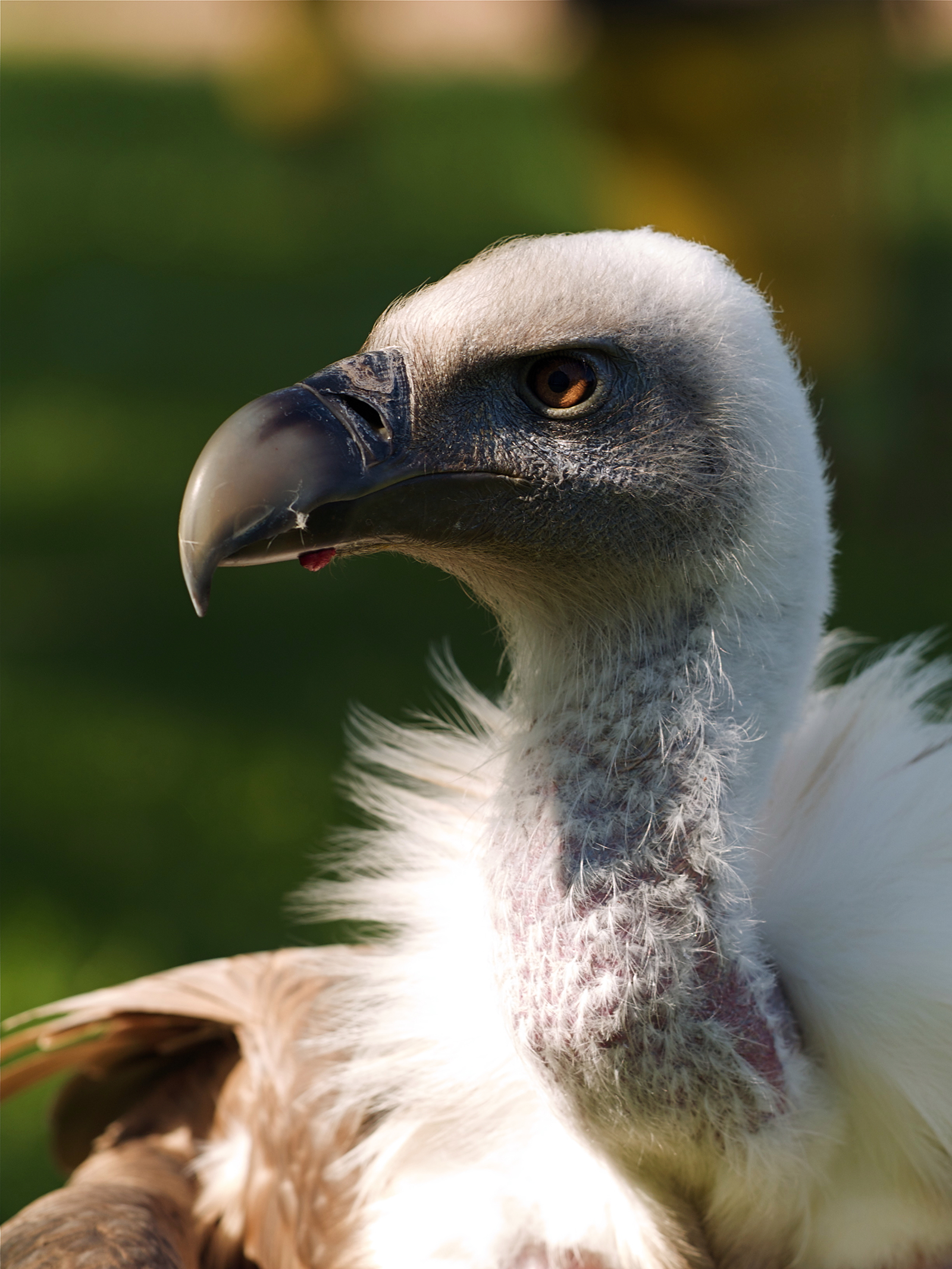
Cap del voltor comú.

El voltor comú (Gyps fulvus) és una espècie d'ocell de l'ordre dels accipitriformes i de la família dels accipítrids. És una de les majors rapinyaires que es pot trobar a la península Ibèrica que supera en envergadura (fins a 260 cm) fins i tot a l'àguila imperial ibèrica. El seu estat de conservació es considera de risc mínim.

## Morfologia
Pot arribar als 12 kg de pes amb una envergadura que supera els 2,5 m. Les plomes són de color ocre o canyella en la major part del cos (dors, zona ventral i meitat anterior de les ales) i és per aquest motiu que té l'apel·latiu "comú". Aquestes plomes lleonades es tornen marró fosc o negre en les directrius de la cua i en l'extrem de les rèmiges. La base del coll està envoltada per filoplomes blanques a manera de gorguera.
El bec ganxut, típic dels rapinyaires i especialitzat a esquinçar teixits, és marró gris a la base i groguenc pàl·lid en els costats. Els dits són grisos i grossos encara que molt més febles que els d'altres grans rapinyaires i les ungles són curtes i romes. Aquesta circumstància, a la qual cal afegir especialment el gran pes i lentitud d'aquestes aus, fa que sigui pràcticament impossible que els voltors cacin o matin altres animals com sí que fa la resta de les rapinyaires.
- Fa entre 97 i 104 cm de llargària, pot arribar a pesar entre 6 i 13 kg. i ateny 280 cm d'envergadura.
- De color bru groguenc, grisenc a les parts superiors i rossenc a les inferiors. Tant el plomissol que li cobreix el cap i el coll com el collar de plomes de la base del coll són blanquinosos i les rèmiges primàries i les rectrius són d'un color bru rogenc.
- Té poques plomes al cap i al llarg coll (per a poder-los introduir sense entrebancs dins els cadàvers i per poder-se netejar la sang amb més facilitat).

## Subespècies
Es coneixen dues subespècies de voltor comú: 
- Gyps fulvus fulvus - del nord-oest d'Àfrica i la península Ibèrica fins a l'Orient Mitjà.
- Gyps fulvus fulvescens - Afganistan, Pakistan i nord de l'Índia fins a Assam.

## Distribució
Viu a les serralades africanes del nord del Sàhara, a la major part de la península Ibèrica, a Sardenya, Sicília, Calàbria, el sud-est d'Europa i des del Caucas, Palestina i Anatòlia fins a l'Àsia central.
Als Països Catalans, encara que escàs i en perill d'extinció, encara n'hi ha algunes parelles als Pirineus, Camarasa i als Ports de Beseit. Als Ports de Beseit i al Prepirineu el Parc Zoològic de Barcelona té establerts sengles canyets on diposita animals morts pel fet que amb la desaparició de ramats i amb la mecanització del camp ha minvat el nombre de despulles i, conseqüentment, el nombre de voltors comuns. A l'estiu, quan els ramats pugen a les muntanyes del Pirineu, els voltors comuns es dispersen en aquella direcció. A les Illes Balears, es manté una població estable, després que a finals d'octubre de 2008, una forta tempesta empenyés un grup d'uns 100 exemplars joves des de la península.

## Hàbitat

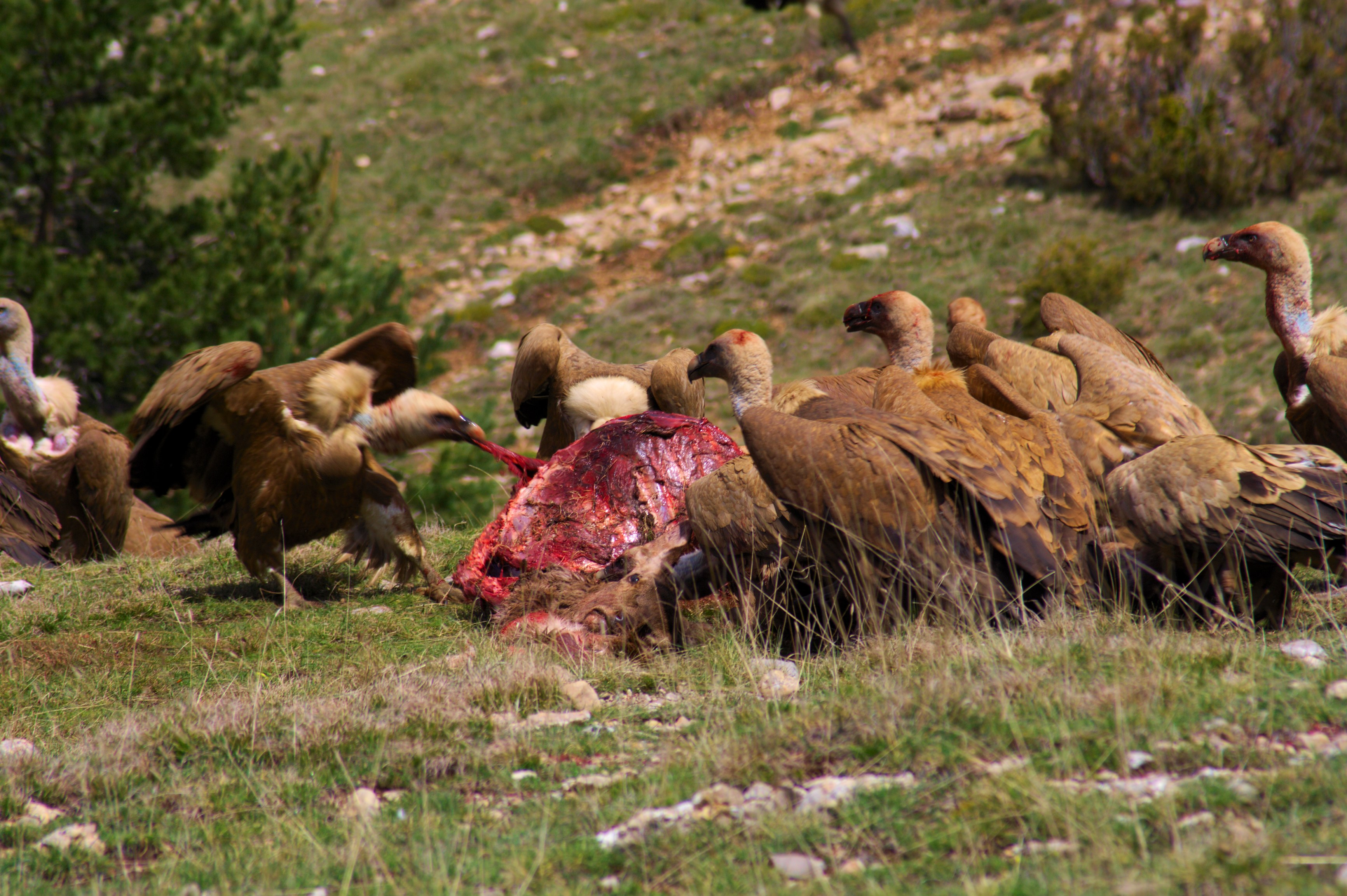
Voltors alimentant-se d'una cérvola a la Reserva Natural de Caça de Boumort, Lleida.

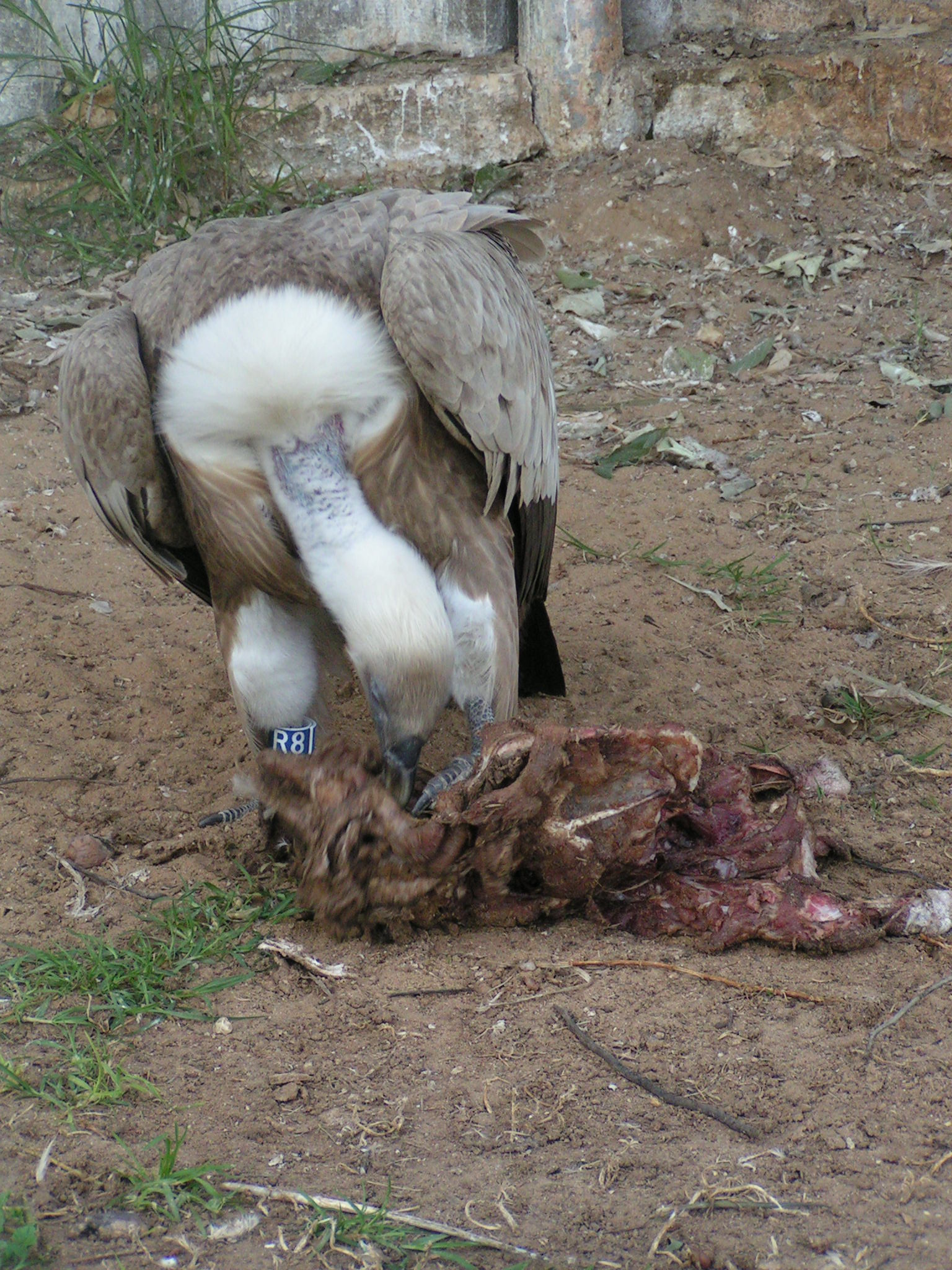
Voltor comú alimentant-se de carronya.

Les zones habitades pels voltors comuns solen ser muntanyoses, encara que en el pla qualsevol barranc de més de 50 metres i inaccessible els serveix d'esquer o lloc de descans. A les zones muntanyoses retallades per profundes valls on es produeixen brises ascendents i anabàtiques produïdes per l'escalfament dels vessants orientats al sol.
Quan el dia és tèrmic, de bon matí, solen descansar a les vores dels penya-segats i barrancs orientats al nord-est a l'espera que faci la calor suficient per poder guanyar l'altura suficient per superar les crestes i cims. Durant el migdia solen aprofitar les rutes recolzades en relleus orientats al sud i sud-oest per posteriorment recolzar-se quan el sol declina en els vessants oest i nord-oest, hores en què es comencen a produir les ascendències restitutives i aprofitant-se de les diferents condicions aerològiques han pogut recórrer centenars de quilòmetres i, depenent de la bonança aerològica de la jornada, poden sobrevolar el pla o només mantenir-se sobre els relleus muntanyencs i són grans coneixedors no només del vol ascendent sinó de les rutes i dels vents apropiats a les diferents altures per traçar els seus recorreguts. Cap al tard tornen als seus refugis, petites escletxes situades preferiblement sota una teulada de roca i protegides dels vents, on passen la nit, coven l'ou quan és època i tiren endavant les seves cries.
A la península Ibèrica és una espècie sedentària que es pot veure tot l'any però les poblacions d'altres llocs de vegades emigren al sud per hivernar i tornen als seus llocs d'origen per reproduir-se.

## Alimentació
S'alimenta de cadàvers de bòvids, cavalls i mamífers en general o, si no, d'immundícia.
Està especialment adaptat per alimentar-se de carronya: la seva potent vista localitza qualsevol cadàver a la rodalia, i quan baixa per alimentar-se (formant-se llavors aglomeracions importants de voltors, de forma molt ràpida, on no falten les baralles per les millors parts), introdueix sense problemes el seu cap i el seu llarg coll, proveïts únicament d'un plomissol curt en què la sang i la carn no s'adhereixen fàcilment.
Donada l'escassetat de grans ungulats a Europa com cérvols, daines i muflons a causa de la caça i la desaparició dels boscos, les carronyes deixades pels pastors constitueixen una part important de la dieta d'aquest animal.

## Reproducció

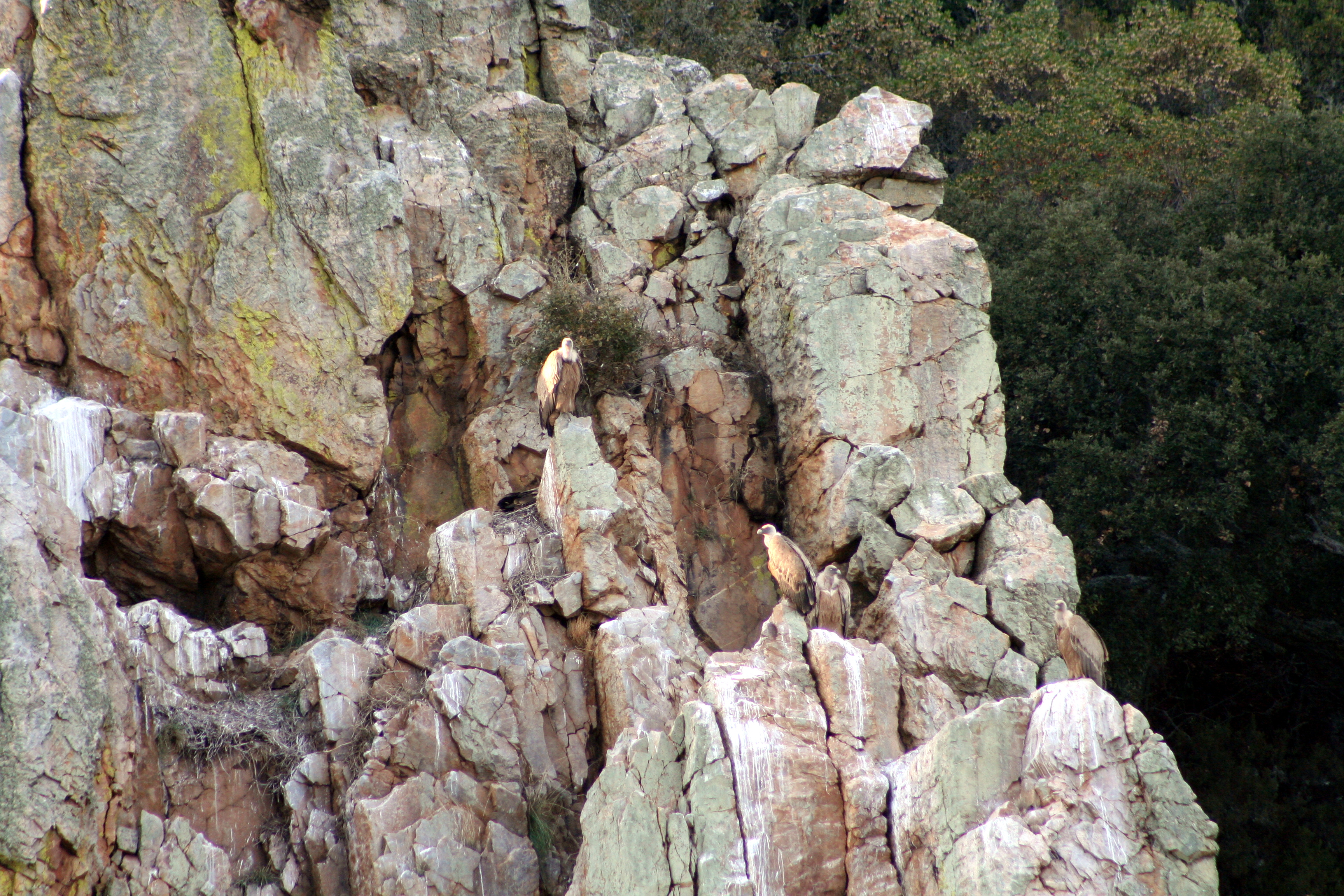
Colònia de voltors al Parc Nacional de Monfragüe.

Viu en colònies, en nius que instal·la en cingleres solellades i que són fàcilment identificables mercès als excrements de color blanc que taquen les parets. Al febrer la femella pon un sol ou que cova durant una mica menys de 60 dies, i al cap de 120 dies més el poll ja pot volar.
Els voltors comuns entren en zel en els mesos de desembre a abril. En aquest moment formen parelles estables i passen uns 58 dies covant el seu únic ou, en torns d'entre un dia o dos cadascun. Posteriorment fan torns amb la mateixa freqüència per donar menjar a la seva cria. El pollet creix a un ritme bastant lent, però constant. Al contrari que altres aus, si no rep la quantitat precisa d'aliment, no pot retardar el seu creixement i mor d'inanició. Les cries comencen el primer vol cap al mes de juliol, però segueixen mantenint-se una temporada a prop del niu fins que creuen que ha arribat el moment d'independitzar-se. Als quatre o cinc anys s'aparellen per primera vegada.

## Comportament

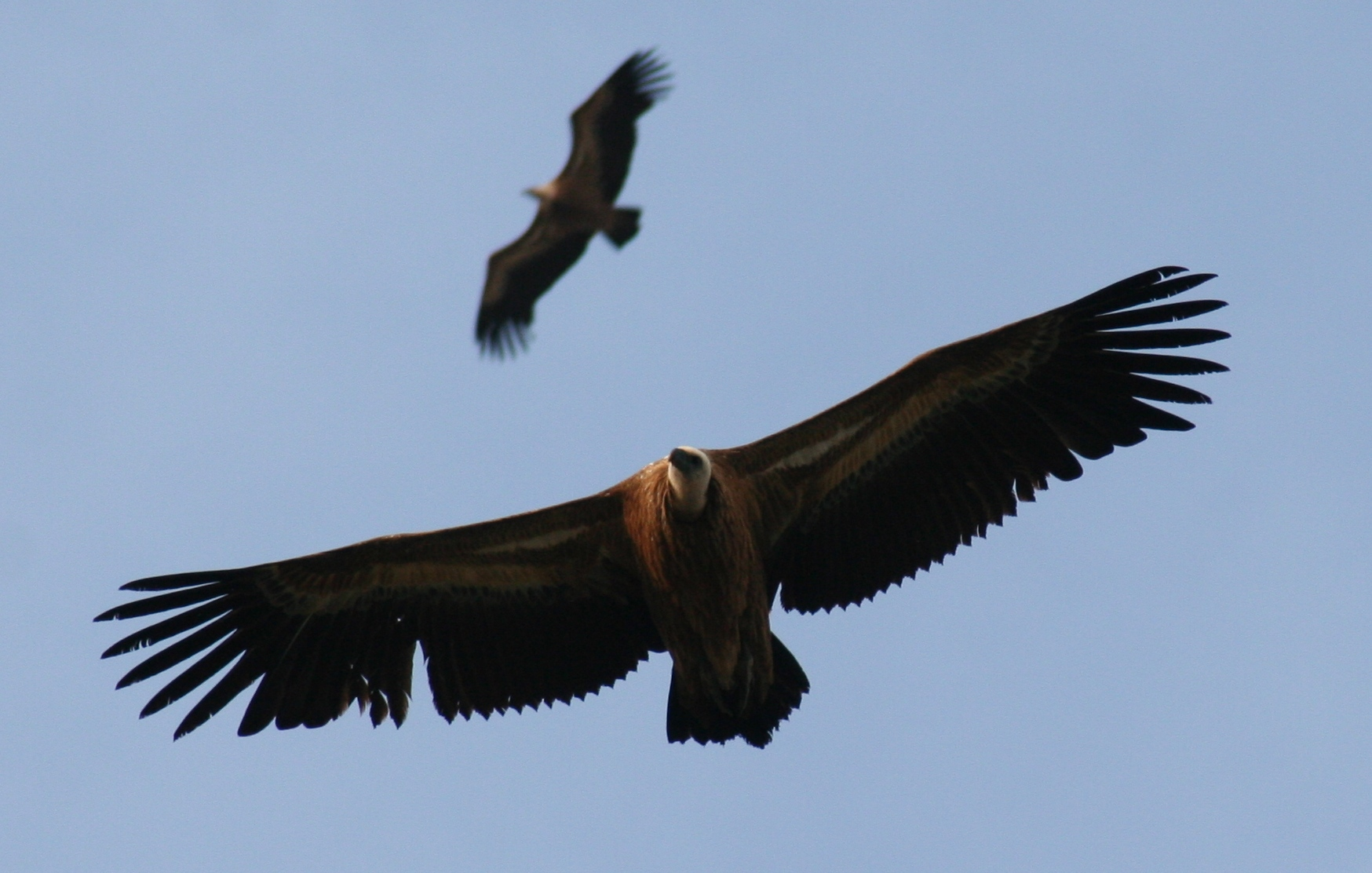
Els voltors comuns aprofiten els corrents d'aire calent per ascendir volant en cercles.

Al matí, quan es formen els corrents tèrmics ascendents, salten des de les parets enmig d'un terrabastall impressionant i es van enlairant en amplis cercles fins que ja no se'ls pot distingir. És un bon planador, de vol majestuós, que ha de romandre molta estona a l'aire per tal de descobrir l'aliment. Aquesta activitat la realitza en comunitat, per poder abastar més territori; aleshores, quan un individu localitza quelcom o percep moviment sospitós de còrvids, inicia un vol de descens característic que avisa els altres. Després, davant de la despulla, mengen per torns, seguint un ordre jeràrquic. És en aquest moment que se'ls pot veure efectuant saltets a terra, on es mouen amb més dificultat que no pas volant.
El voltor comú és una au planadora més que voladora, perquè tot just mou les ales a l'aire, romanent planat en les altes corrents durant les hores de més calor del dia. Prefereix aixecar-se sobre corrents ascendents que es corresponen amb fenòmens aerològics com la convecció tèrmica, ascendència dinàmica o termodinàmica, la convergència de brises, la restitució, l'ona de muntanya o les falques d'aire fred de caràcter meteorològic que aixequen grans masses d'aire calent, passant hores volant entre altures de 1.800 a 3.500 metres sobre el nivell del mar, encara que en dies excepcionals puguin arribar als 6.000 metres sobre el nivell del mar i recorrent des de 50 quilòmetres a 300 quilòmetres depenent de la potencialitat convectiva del dia, a la recerca d'animals morts (especialment grans mamífers) per a alimentar-se. Quan planeja, sol mantenir les ales una mica per sobre de l'horitzontalitat i els plans de sustentació una mica arquejats.

## Estat de conservació

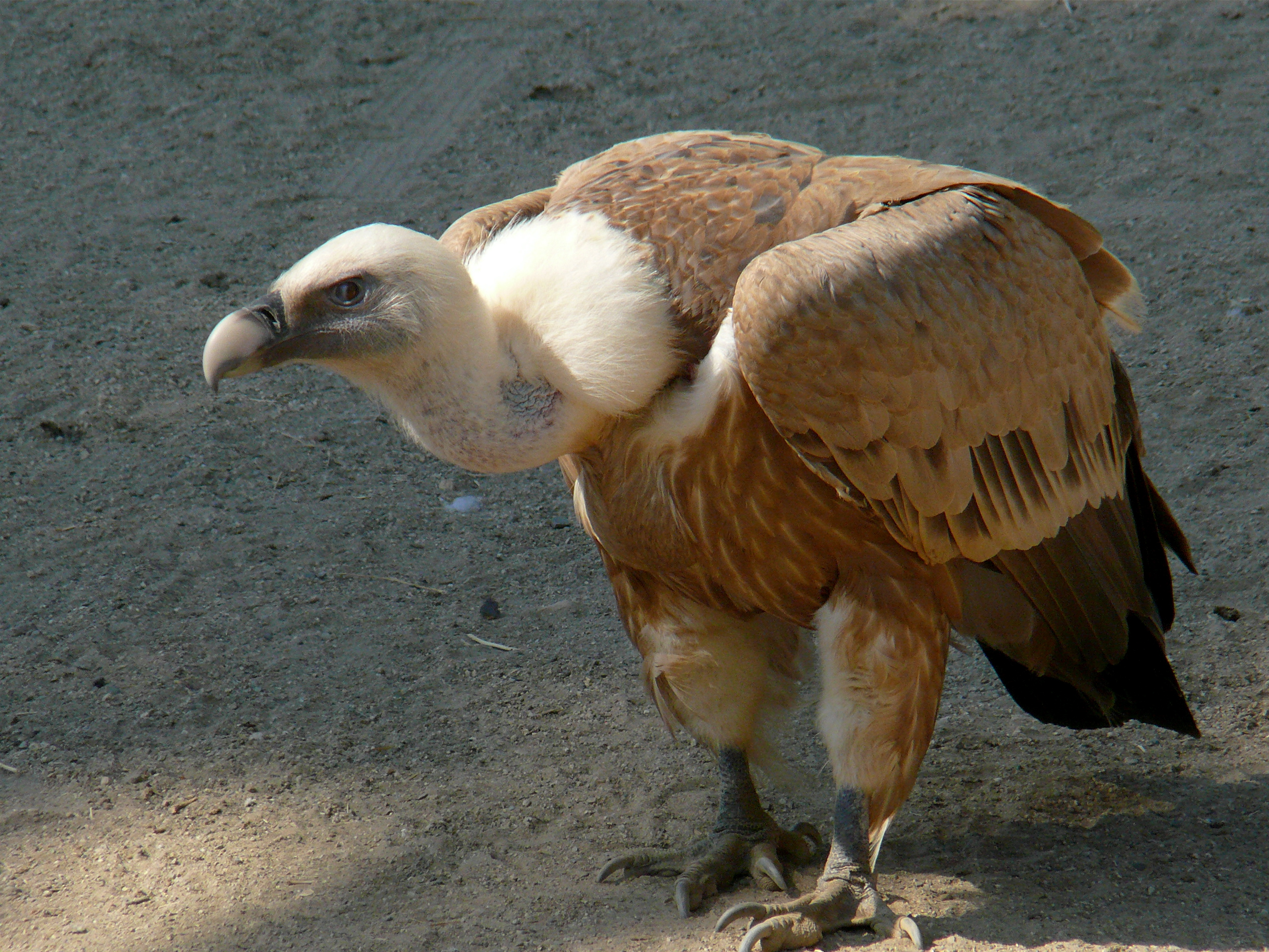
Voltor comú en captivitat.

Encara que no es considera una espècie especialment amenaçada, el voltor comú és una au protegida en diversos països. En altres temps els ramaders perseguien i mataven als voltors per considerar-se aus de mal averany, que amenaçaven al bestiar pròxim a parir. A més, per les accions de les Juntas Provinciales de Extinción de Animales Dañinos y Protección de la Caza (1953-1968) que fomentaven l'enverinament amb estricnina d'«espècies nociues» molts voltors van morir en menjar carronyes enverinades. A Espanya es considera fora de Perill encara que està catalogat com a espècie d'interès especial des del 5 abril del 1990, és a dir que mereix una atenció particular en funció del seu valor científic, ecològic, cultural o per la seva singularitat i exigeix la redacció d'un Pla de Gestió. També està inclòs en els annexos I i II de la Directiva 79/409/CEE d'Aus, Annex II del Conveni relatiu a la conservació de la vida silvestre i del medi natural d'Europa (Conveni de Berna), Annex II del Conveni de Bonn i al C1 del Conveni CITES. També apareix com a espècie "d'interès especial" en els catàlegs regionals de Navarra, Castella-la Manxa, Madrid i Extremadura. Com a "vulnerable" al del País Basc i com "extingida" al de Múrcia.
Els principals factors d'amenaça sobre l'espècie són l'enverinament per menjar esquers enverinats col·locats en el camp il·legalment per caçadors o ramaders per al control de depredadors, la manca d'aliment per l'escassetat de canyets i l'obligació de retirar el bestiar mort per normatives de la Unió Europea (sobretot a partir de la crisi de les vaques boges), les molèsties a les colònies de cria per escaladors i excursionistes que provoquen fracassos reproductius. La caça il·legal no té la importància que va tenir en el passat.
A més amenacen l'hàbitat del voltor comú construccions d'infraestructures (pistes forestals, camins, rurals, tallafocs, dics), urbanitzacions i les tales i aclarides abusives en època de cria i en les zones properes als seus nius.
Existeixen centres de conservació i cura del voltor comú, com el Refugi de Rapinyaires de Montejo de la Vega, fundat l'any 1975 per Félix Rodríguez de la Fuente. El treball del refugi s'ha notat en un creixement progressiu de la població de voltors, com es reflecteix en els diferents censos que realitzen nombrosos ornitòlegs cada any

## Mitologia
Va ser un animal molt important a la cultura celtíbera. Els cadàvers dels caiguts en combat es deixaven per al seu aliment (així l'ànima del guerrer anava davant els déus del Cel). És bastant comú associar-lo a la deïtat solar "Lug".